# Huang Daopo
Huang Daopo, född 1245, död 1330, var en kinesisk vävare. Hon uppfann en ny teknik inom textilindustrin.  
En krater på Venus har fått sitt namn efter henne. 